# Інопланетяни викрали моїх батьків, і тепер я почуваюся покинутим
«Інопланетяни викрали моїх батьків, і тепер я почуваюся покинутим» (Aliens Abducted My Parents and Now I Feel Kinda Left Out) — американська пригодницька науково-фантастична комедія 2023 року режисера Джейка Ван Вагонера. Прем'єра відбулася на кінофестивалі «Санденс 2023».

## Про фільм
Ітсі нова в місті і вважає, що з переїздом її життя закінчилося. Аж поки вона не зустрічає одержимого космосом сусіда Келвіна. Келвін вважає, що його батьків викрали інопланетяни.
Будучи журналістом-початківцем, Ітсі вирішує написати викриття. Але в розслідуванні відкриває набагато більше.

## Знімались
| Актор            | Роль   |
| ---------------- | ------ |
| Емма Трембле     | Ітсі   |
| Джейкоб Бастер   | Келвін |
| Вілл Форте       | Сайрус |
| Елізабет Мітчелл | Вера   |